# Bernd Höcke
Bernd Höcke (* 13. Januar 1949 in Torgau) ist ein ehemaliger deutscher Radrennfahrer.

## Leben

### Sportliche Karriere
Höcke war im Straßenradsport aktiv. 1967 gelang Höcke sein erster internationaler Sieg bei einem Junioren-Etappenrennen in Rumänien. 1968 belegte er den dritten Platz in der DDR-Meisterschaft im Mannschaftszeitfahren und er wurde 14. in der DDR-Rundfahrt. 1969 erhielt er seine erste Berufung in die Nationalmannschaft der DDR zur Algerien-Rundfahrt, wobei er den 25. Rang in der Gesamtwertung belegte. 1970 gewann er mehrere Kriterien, seine besten Platzierungen in einem Straßenrennen waren der zweite Platz hinter Dieter Gonschorek im Tribüne Bergpreis und der dritte Platz im Rennen Berlin-Leipzig. 1971 wurde er Vizemeister im Kriterium hinter Michael Schiffner und platzierte sich als 12. in der DDR-Rundfahrt.

### Berufliches
Höcke absolvierte eine Ausbildung zum Maschinenbauer. Später betrieb er gemeinsam mit seinem Sohn ein Fahrradgeschäft in Torgau.